# Eberhard VII de Wurtemberg
Pour les articles homonymes, voir Eberhard de Wurtemberg (homonymie).
Eberhard VII de Wurtemberg (né à Stuttgart le 16 décembre 1614, décédé à Stuttgart le 2 juillet 1674) est duc de Wurtemberg de 1628 à 1674.

## Biographie

### Jeunesse
Eberhard VII devient duc de Wurtemberg en 1628 pendant la guerre de Trente Ans après la mort de son père Jean-Frédéric de Wurtemberg. Il est alors âgé de quatorze ans. Il est placé sous la tutelle de son oncle, Louis-Frédéric de Wurtemberg-Montbéliard et de sa mère Barbara-Sophie de Brandebourg.
À la suite de l'Édit de Restitution promulgué par l'Empereur Ferdinand II le 6 mars 1629, le Wurtemberg perd environ un tiers de son territoire. Tous les biens d'Église qui ont été sécularisés après la Paix de Passau de 1552 sont rendus.
Le tuteur d'Eberhard, Jean-Frédéric participe à la guerre de Trente Ans aux côtés des Suédois après la bataille de Lützen à la fin de l'année 1632. Son but est de libérer le territoire du duché des troupes ennemies et de récupérer les biens rendus. Malgré l'obtention de succès, il se voit soupçonné[Par qui ?] d'agir par intérêt personnel. La tutelle lui est alors retirée par le Conseil secret et les États du duché.

### Entrée en fonction, fuite et retour
Après qu'Eberhard est déclaré majeur par l'Empereur Ferdinand II, il prend la tête du gouvernement avec l'assistance du chancelier Jakob Löffler le 8 mai 1633. Il entre ensuite dans la Ligue d'Heilbronn, fondée par le chancelier suédois Axel Oxenstierna et regroupant les États protestants des cercles de Franconie, de Souabe et du Rhin. Les troupes du Wurtemberg sont ainsi aussi touchées par la défaite protestante lors de la bataille de Nördlingen le 6 septembre 1634. Le Wurtemberg est alors pillé et incendié.
Eberhard part en exil à Strasbourg. Il épouse le 26 février 1637 la comtesse du Rhin Anne-Catherine de Salm-Kyrbourg, une fille du général suédois Johann Kasimir von Salm-Kyrburg. Après de longues négociations avec l'Empereur Ferdinand III, il rentre au Wurtemberg le 20 octobre 1638. Cependant, l'Empereur donne de grandes parties du duché à ses favoris et une recatholisation menace.

### Fin de la guerre et reconstruction
Lors des négociations qui aboutissent au Traité de Westphalie de 1648, l'ambassadeur wurtembourgeois Johann Konrad Varnbüler négocie un retour du duché dans ses anciennes frontières. Le Wurtemberg est sorti dépeuplé de la guerre en  raison de la pauvreté, de la faim et des épidémies de peste : la population est passée de 350 000 habitants en 1618 à 120 000 en 1648. La reconstruction des structures économiques et administratives du duché est donc la tâche la plus importante de l'après-guerre.

## Descendance
Eberhard épouse en 1637 Anne-Catherine de Salm-Kyrbourg (1614-1655). Quatorze enfants sont nés de cette union :
- Jean-Frédéric (1637-1659) ;
- Louis-Frédéric (1638-1639) ;
- Christian-Eberhard (1639-1640) ;
- Eberhard (1640-1641) ;
- Sophie-Louise (1642-1702), épouse en 1671 le margrave Christian-Ernest de Brandebourg-Bayreuth ;
- Dorothée-Amélie (1643-1650) ;
- Christine-Frédérique (1644-1674), épouse en 1665 le comte Albert-Ernest Ier d'Oettingen-Oettingen ;
- Christine-Charlotte (1645-1699), épouse en 1662 le prince Georges-Christian de Frise orientale ;
- Guillaume-Louis (1647-1677), duc de Wurtemberg ;
- Anne-Catherine (1648-1691) ;
- Charles-Christophe (1650-1650) ;
- Eberhardine-Catherine (1651-1683), épouse en 1682 le comte Albert-Ernest Ier d'Oettingen-Oettingen ;
- Frédéric-Charles (1652-1698), duc de Wurtemberg-Winnental ;
- Charles-Maximilien (1654-1689).

Veuf, Eberhard épouse en 1656 Marie-Dorothée-Sophie d'Oettingen-Oettingen (1636-1698). Ils ont onze enfants :
- Georges-Frédéric (1657-1685) ;
- Un fils mort-né (1659) ;
- Albert-Christian (1660-1663) ;
- Louis (1661-1698) ;
- Joachim-Ernest (1662-1663) ;
- Philippe-Sigismond (1663-1669) ;
- Charles-Ferdinand (1667-1668) ;
- Jean-Frédéric (1669-1693) ;
- Sophie-Charlotte de Wurtemberg (1671-1717), épouse en 1688 le duc Jean-Georges II de Saxe-Eisenach ;
- Eberhard (1672-1672) ;
- Emmanuel-Eberhard (1674-1675).

Eberhard VII de Wurtemberg est l'ascendant agnatique de Charles de Wurtemberg, chef de la maison de Wurtemberg de 1975 à sa mort en 2022, et, évidemment de son petit-fils et successeur Wilhelm de Wurtemberg, né en 1994.